# Frontière entre la France et le Luxembourg
La frontière entre la France et le Grand-Duché de Luxembourg s'étend sur 73 kilomètres de longueur, au nord-est de la France et au sud du Luxembourg.

## Description
Elle débute à l'ouest au tripoint Belgique-France-Luxembourg (49° 32′ 47″ N, 5° 49′ 07″ E), à la jonction de la commune belge de Aubange (province de Luxembourg), de la commune française de Mont-Saint-Martin (département de Meurthe-et-Moselle) et de la commune luxembourgeoise de Pétange (canton d'Esch-sur-Alzette). Ce point est situé sur la Chiers.
Elle suit ensuite une direction générale vers l'est jusqu'au tripoint Allemagne-France-Luxembourg (49° 28′ 10″ N, 6° 22′ 02″ E), à la jonction de la commune allemande de Perl (land de la Sarre), de la commune française d'Apach (département de la Moselle) et de la commune luxembourgeoise de Schengen (canton de Remich). Ce point est situé sur la Moselle.

## Histoire

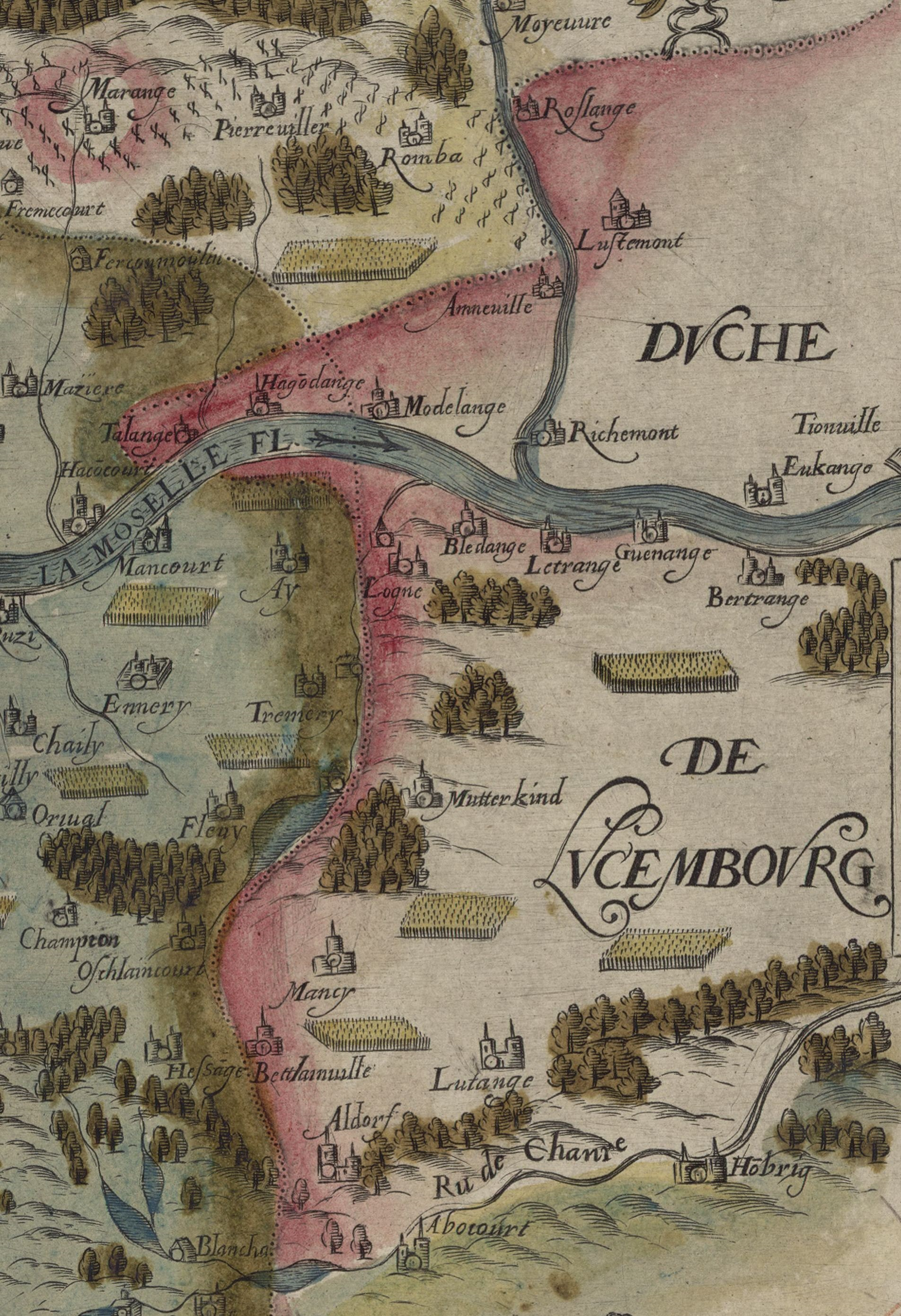
Frontière entre le pays messin et le Luxembourg en 1610. Incluant l'enclave luxembourgeoise de Marange.

Quand la province des Trois-Évêchés fut créé en 1552, une première frontière franco-luxembourgeoise devint alors existante : celle-ci se situait entre le nord de l'arrondissement de Metz et le sud de celui de Thionville.
Les villages frontaliers d'Hussigny et de Rédange, furent cédés par le Luxembourg à la Lorraine en 1602.
Après le traité des Pyrénées en 1659, malgré les changements survenus dans les dynasties de ses souverains, la surface territoriale du Luxembourg n'éprouva jusqu'en 1795 aucune variation, à l'exception de celles convenues par Marie-Thérèse et le roi de France relatées dans les deux traités de limites des années 1769 et 1779.

### Convention du 16 mai 1769
La convention du 16 mai 1769 mit un terme à l'existence de plusieurs enclaves dans les deux pays respectifs, cette convention forma également un nouveau tracé de frontière : « Le Ruisseau de Frisange servira de Limites dans cette partie, depuis l'endroit où il sort du Territoire de Frisange, jusqu'à celui où il entre dans le Territoire de Ganderen, & de ce point, en tirant jusqu'à la Moselle, la Limite subsistera telle qu'elle est maintenant, de manière que Ganderen, Beyern & tout ce qui appartient actuellement en deçà de ladite Limite à l'Impératrice Reine Apostolique, appartiendra désormais à la France ».
Le Roi céda à l'Impératrice-Reine, via l'article XVIII, ses droits, prétentions et possessions sur les villages et lieux situés à la gauche du ruisseau de Frisange. Sa Majesté l'Impératrice Reine renonça quant à elle, via l'article XIX, à toutes prétentions sur les seigneuries que jusqu'ici la France a prétendu posséder à titre de dépendances de Thionville, en tant qu'elles sont situées à la droite dudit ruisseau de Frisange et de la limite marquée par l'article XVIII.

### Convention du 18 novembre 1779
Le Roi de France cède à l'Impératrice-Reine, sur la frontière du Luxembourg, le village, terre et seigneurie de Sompthonne, ainsi que la cense du Haillon avec leurs appartenances, dépendances et annexes (article XXIX). l'Impératrice-Reine cède au Roi, dans la même province, les villages de Gernelle et de Rumelle, pareillement avec leurs appartenances, dépendances et annexes (article XXX).

### XIXesiècle
Les communes d'Évrange et de Hagen furent réunies par décret du 12 avril 1811 à Frisange (à l'époque dans le département des Forêts) ; puis réintégrées à la Moselle, en vertu du traité de 1814.
Avant la Révolution, le village de Manderen, enclavé dans la Lorraine, appartenait aux Pays-Bas autrichiens comme dépendant du Luxembourg. À la suite des conquêtes de la France, ce village fut classé dans le département des Forêts (arrondissement de Luxembourg, canton de Remich). Occupé par la Prusse en 1815, le village fut finalement cédé par celle-ci à la France en 1829.
De 1871 à 1918, à la suite de l'annexion allemande de l'Alsace-Lorraine, la frontière franco-luxembourgeoise se réduisit à une ligne qui allait de Mont-Saint-Martin jusqu'à Hussigny-Godbrange.

### XXIesiècle

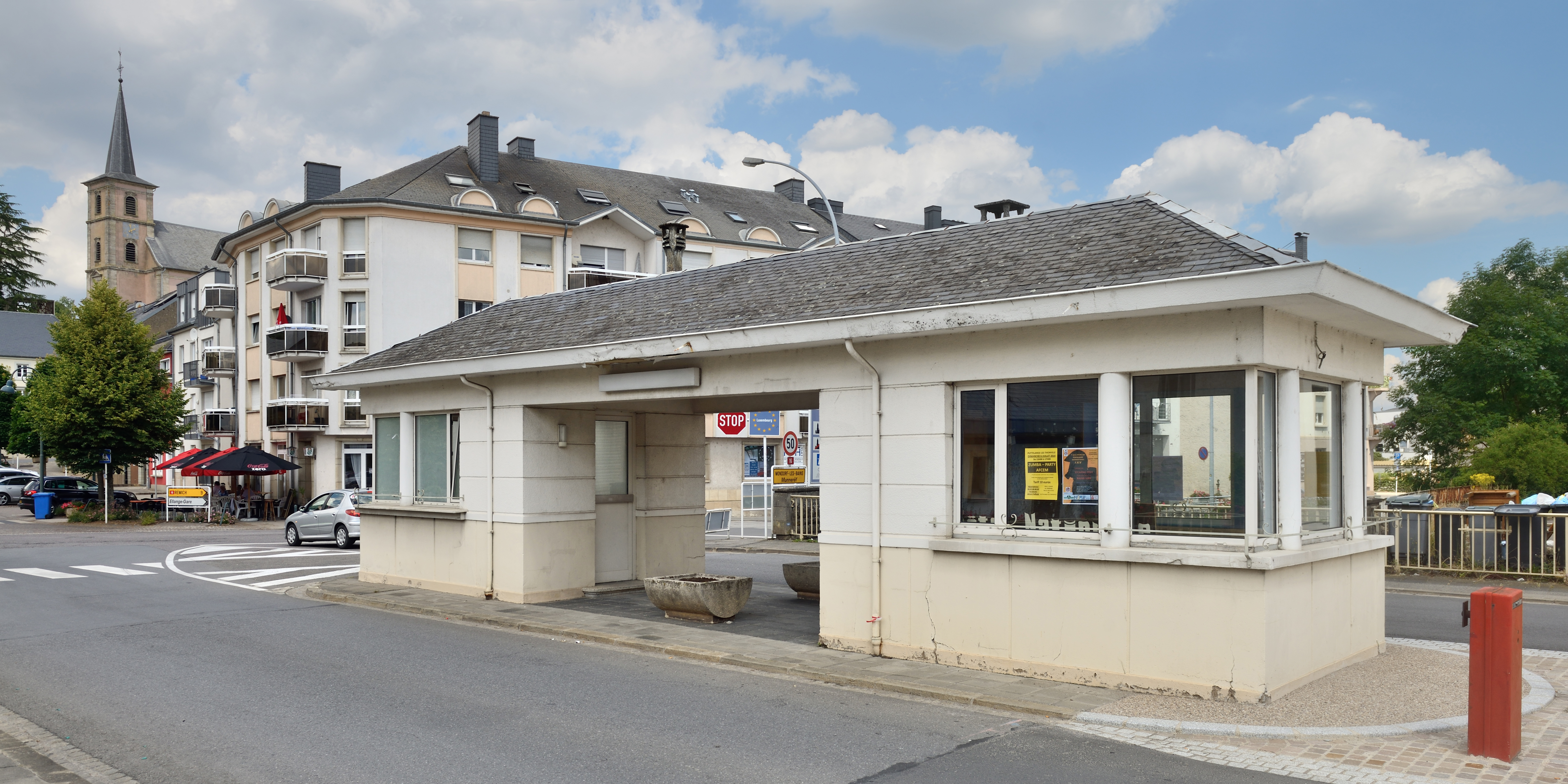
L'ancien poste-frontière entre Mondorff et Mondorf-les-Bains en 2014.

La dernière modification du tracé de la frontière date de 2007 avec l'échange de terrains d'une superficie totale de 87 679 m2 entre la commune française de Russange et celle luxembourgeoise de Sanem, à l'ouest d'Esch-sur-Alzette, dans le cadre d'un projet de reconversion des friches sidérurgiques en pôles tertiaire et universitaire.

## Liste des communes bordant cette frontière
Depuis le tripoint Belgique - France - Luxembourg jusqu'au tripoint Allemagne - France - Luxembourg :

### Communes françaises

#### Meurthe-et-Moselle
Mont-Saint-Martin, Longlaville, Saulnes, Hussigny-Godbrange.

#### Moselle
Rédange, Russange, Audun-le-Tiche, Ottange, Volmerange-les-Mines, Zoufftgen, Hagen, Évrange, Basse-Rentgen, Mondorff, Puttelange-lès-Thionville, Beyren-lès-Sierck, Haute-Kontz, Contz-les-Bains, Sierck-les-Bains, Apach.

### Côté luxembourgeois
- Communes : Pétange, Differdange, Sanem, Esch-sur-Alzette, Rumelange, Kayl, Dudelange, Bettembourg, Roeser, Frisange, Mondorf-les-Bains, Schengen
- Divisions supérieures : canton d'Esch-sur-Alzette, canton de Remich

## Passages

### Points de passages ferroviaires
Il existe actuellement quatre points de passage ferroviaires ouverts :
| commune (France)     | commune (Luxembourg) | n°ligne (SNCF) | n°ligne (CFL) | vers (France)           | vers (Luxembourg) |
| -------------------- | -------------------- | -------------- | ------------- | ----------------------- | ----------------- |
| Mont-Saint-Martin    | Pétange              | 202100         | 6h            | Longwy                  | Esch-sur-Alzette  |
| Audun-le-Tiche       | Esch-sur-Alzette     | 196300         | 6e            | -toutes lignes fermées- | Esch-sur-Alzette  |
| Zoufftgen            | Bettembourg          | 180000         | 6             | Metz                    | Luxembourg        |
| Volmerange-les-Mines | Dudelange            | -              | 6b            | -aucune ligne-          | Luxembourg        |

Note(1) : la commune française d'Audun-le-Tiche n'est désormais accessible en chemin de fer que par le Luxembourg, les trois lignes vers Hussigny-Godbrange, Fontoy et Villerupt ayant été fermées.
Note(2) : à la suite d'un accord régional transfrontalier pour ajouter 850 m de voie à la ligne 6b (Bettembourg - Dudelange), la commune française de Volmerange-les-Mines en est devenue le nouveau terminus en 2003.
Il existe également un passage ferroviaire fermé (ligne déposée côté France et gare frontalière luxembourgeoise fermée) :
| commune (France) | commune (Luxembourg) | n°ligne (SNCF) | n°ligne (CFL) | vers (France)           | vers (Luxembourg) |
| ---------------- | -------------------- | -------------- | ------------- | ----------------------- | ----------------- |
| Ottange          | Rumelange            | 197000         | 6c            | -ligne fermée, déposée- | Noertzange        |

### Points de passages routiers
Il existe de nombreux points de passages routiers traversant la frontière. Le tableau ci-dessous reprend celui concernant les routes européennes.
| Route Européenne | Route de France | Villes desservies               | Point de passage | Villes desservies             | Route du Luxembourg |
| ---------------- | --------------- | ------------------------------- | ---------------- | ----------------------------- | ------------------- |
| E 25             | A 31            | Strasbourg - Saint-Avold - Metz | Zoufftgen        | Luxembourg - Arlon - Bastogne |                     |